# Sasha Madyarchyk
Sasha Madyarchyk (ur. 9 stycznia 1984) – brytyjski zapaśnik walczący w stylu wolnym. Zajął osiemnaste miejsce na mistrzostwach świata w 2011. Dziesiąty na mistrzostwach Europy w 2011. Brązowy medalista Igrzysk Wspólnoty Narodów w 2010 i piąty w 2014. Trzeci na mistrzostwach Wspólnoty Narodów w 2013, gdzie reprezentował Anglię.